# Thoroughfare Gap
| 전문가 평가 | 전문가 평가 |
| 평가 점수   | 평가 점수   |
| 출처        | 점수        |
| ----------- | ----------- |
| Allmusic    | [ 1 ]       |

《Thoroughfare Gap》은 1978년 10월 31일에 발매된 미국의 싱어송라이터 스티븐 스틸스의 다섯 번째 스튜디오 음반이다. 미국에서 84위에 그친 것은 비판적이고 상업적인 실망이었다. 이 음반은 지금까지 CD로 단독으로 발매된 적이 없는 《Stills & Illegal Stills》로 두 장의 CD에 세 장의 음반 세트로 판매되고 있다.

## 배경
당시 라디오 인터뷰에서 스틸스는 이 음반에 대해 매우 열심히 작업했으며, 12인치 믹스된 〈Can't Get No Booty〉가 발매될 준비가 되었다고 말했다. 그는 비지스의 〈You Should Be Dancing〉에서 타악기를 연주한 후 디스코 트랙을 녹음했고, 이후 그들의 편곡자 마이크 루이스를 고용했고 그룹 멤버들의 남동생 앤디 깁을 백 보컬로 사용했다.
스티븐 스틸스는 이 음반을 "디스코와 스웜프 록"이라고 묘사했다.
스틸스는 "〈Thoroughfare Gap〉이라는 노래가 그의 역사를 그리는 것이라고 말했고, 음반 제목은 남북 전쟁 때 사용된 탈출 경로에서 따온 것이라고 말했습니다. 모스비의 게릴라들은 괴롭힘을 당했다고 느낄 때 도로 틈을 뚫고 달려가곤 했습니다. 그들은 블루리지산맥으로 사라졌습니다. 제게 있어, 이 녹음은 제 경력의 한 부분과 다른 부분 사이의 약간의 차이를 나타냅니다. 합격의 한 부분이죠."라고 말했다.
조지 테리는 닐 영의 라이오넬 트레인에 관한 것이라고 말했다고 한다.
스틸스는 디스코를 가는 것에 대한 부정적인 반응에 대해 "저는 타악기와 기타를 좋아하는 디스코의 요소가 있습니다. 전 비지스 노래를 너무 많이 틀어서 어떤 노래를 틀었는지 몰라요. 배리 깁은 제 오랜 친구고 그냥 앉아서 치쿰치트, 치쿰치트, 작은 괴짜와카 기타를 연주했고, '그것들을 쓰거나 사용하지 않거나'라고 말했죠, 전 정말 즐거웠어요. 내 이름 안 써도 돼요."
그는 《Thoroughfare Gap》에서 "아마도 몇몇 곡들은 제가 쓴 다른 곡들보다 좋지 않았지만 저는 새로운 것을 찾기 위해 빈둥거리고 있습니다. 저는 8년 동안 같은 일을 할 수 없습니다. 그것은 예술적 자살이라고 불립니다."

## 곡 목록
모든 곡들은 특별한 언급이 없는 한 스티븐 스틸스에 의해 작사/작곡하였다.
| #  | 제목                      | 작사·작곡         | 재생 시간 |
| -- | ------------------------- | ----------------- | --------- |
| 1. | 〈You Can't Dance Alone〉 |                   | 4:14      |
| 2. | 〈Thoroughfare Gap〉      |                   | 3:31      |
| 3. | 〈We Will Go On〉         |                   | 2:41      |
| 4. | 〈Beaucoup Yumbo〉        | 스틸스, 조 비탈레 | 3:33      |
| 5. | 〈What's the Game〉       |                   | 3:32      |

| #   | 제목                   | 작사·작곡             | 재생 시간 |
| --- | ---------------------- | --------------------- | --------- |
| 6.  | 〈Midnight Rider〉     | 그렉 올맨             | 3:39      |
| 7.  | 〈Woman Lleva〉        |                       | 3:13      |
| 8.  | 〈Lowdown〉            |                       | 3:46      |
| 9.  | 〈Not Fade Away〉      | 버디 홀리, 노먼 페티  | 3:26      |
| 10. | 〈Can't Get No Booty〉 | 대니 코치마르, 스틸스 | 3:44      |